# 산토 스테파노 알 폰테
산토 스테파노 알 폰테(Santo Stefano al Ponte)는 로마네스크 양식으로 지어진 로마 가톨릭교회의 교회당이며, 이탈리아 피렌체의 베키오 다리 인근 포르 산타 마리아(Por Santa Maria) 거리에 떨어진 산토 스테파노 광장에 위치했다. 현재 교회당은 평상시에는 공연장로 쓰인다.

## 역사
산토 스테파노 알 폰테 교회당은 본래 다채색의 대리석 파사드가 있는 로마네스크 양식으로 11-12세기에 지어졌다. 내부에는 측랑 세 개가 있었다.  14세기에, 외부가 개조되었다. 본래의 파사드 중에, 정문 주변 대리석 부분만 남아 있다. 1631년과 1655년 사이, 교회의 내부가 측랑 세 개 구조에서 개방된 홀 구조로 개조되었다. 지하 석실이 추가되었고 성가대석이 설치되도록 내부가 재단장되었다.
1373년, 교회당은 일시적으로 보카치오가 '신곡'에 대한 강의를 하기 위해 사용되었다.
내제 되어 있는 교구 박물관에는 조토가 그린 '성모'의 패널이 있다. 교회당 내부에는 마테오 로셀리 ('성 라우렌시오의 계시'), 니콜로 라피, 조티노, 마리오토 디 나르도, 페르디난도 타카 (1656년의 청동 부조인 '성 스테파노의 순교'), 프란체스코 비앙키 부오나비타, 치골리 (산티 디 티토의 '십자가 강하' 모작), 프란체스코 쿠라디 ('우르바노 1세 앞에서 죽은 성녀 세실리아', 1641년작), 프란체스코 모로시니 ('타르수스로 향하는 길의 성 파울루스'), 마우로 소데리니 ('아이를 구하는 성 차노비', 1745년작), 산티 디 티토 ('성모와 성인들', 1585년 이후작) 등의 작품들이 있다.